# Klaus Regling

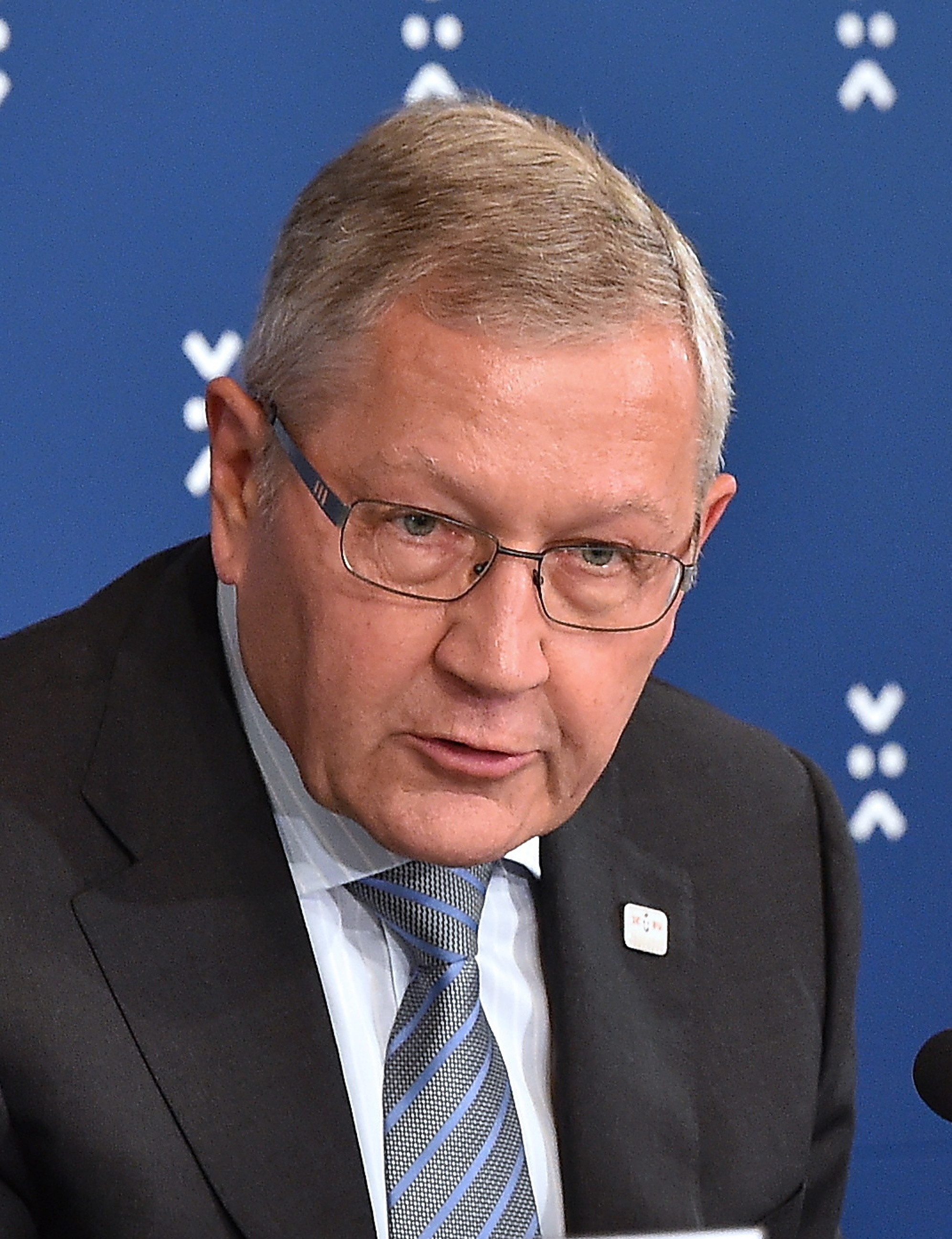
Klaus Regling (2016)

Klaus P. Regling (* 3. Oktober 1950 in Lübeck) ist ein deutscher Wirtschaftswissenschaftler. Er ist seit September 2010 der geschäftsführende Direktor des EFSF (Euro-Rettungsschirm) und seit September 2012 der geschäftsführende Direktor des ESM (permanenter Euro-Rettungsschirm).

## Leben
Er ist der Sohn des Lübecker Tischlermeisters und SPD-Bundestagsabgeordneten Karl Regling (1907–2003). Er selbst ist parteilos. Ihm wurde 2001 nachgesagt, er stehe der CDU nahe. Nach dem Abitur am Johanneum zu Lübeck im Mai 1969 studierte er in Regensburg und Hamburg Volkswirtschaftslehre.
Von 1975 bis 1980 arbeitete er für den Internationalen Währungsfonds (IWF) in Washington. Zunächst war er im Rahmen des „young professional program“ in der Forschungs- und in der Afrika-Abteilung tätig. 1977 arbeitete er in der Vorbereitungsgruppe des World Economic Outlook. Danach arbeitete er kurzzeitig für den Bundesverband deutscher Banken (BdB). 1981 kam er zum Bundesfinanzministerium in das Referat für europäische Währungsangelegenheiten.
Von 1985 bis 1991 arbeitete er wieder für den IWF. In Washington war er in leitender Stellung tätig im Referat für internationale Kapitalmärkte und bereitete die Kapitalmarktberichte vor. Er führte Verhandlungen mit afrikanischen und asiatischen Ländern über IWF-Programme. So wirkte er an der Schulden-Umstrukturierung von Marokko, den Philippinen und Indonesien mit. 1989 wurde er Leiter des IWF-Büros in Jakarta (Indonesien).
Unter dem Bundesfinanzminister Theo Waigel und Staatssekretär Jürgen Stark kam er 1991 wieder in das Finanzministerium. Er war dort maßgeblich am Entwurf des europäischen Stabilitäts- und Wachstumspaktes beteiligt. Von 1991 bis 1993 war er Leiter des Referats für Internationale Währungsangelegenheiten. Von 1993 bis 1994 war er stellvertretender Abteilungsleiter für Internationale Währungs- und Finanzbeziehungen. Mit Horst Köhler und Hans Tietmeyer war er eine der Schlüsselfiguren bei den Verhandlungen über den Vertrag von Maastricht.
Von 1993 bis 1998 war er Stellvertretender Gouverneur der Inter-American Development Bank und der Asian Development Bank sowie Aufsichtsratsmitglied der Hermes Kreditversicherungs-AG. Ab 1995 leitete er im Ministerium die Abteilung Europäische und Internationale Währungs- und Finanzbeziehungen.
Nach dem Regierungswechsel 1998 wurde Regling auf eigenen Wunsch vom damaligen Finanzminister Oskar Lafontaine in den einstweiligen Ruhestand versetzt. Er arbeitete dann zwei Jahre lang als Geschäftsführender Direktor der 'Moore Capital Strategy Group' in London, einem großen US-Hedgefonds, gegründet 1989 von Louis Moore Bacon. Regling arbeitete dort anderthalb Jahre mit Philipp Hildebrand zusammen, der später Direktoriumsmitglied und Präsident der Schweizerischen Nationalbank wurde.
Von 2001 bis 2008 war er Generaldirektor für wirtschaftliche und finanzielle Angelegenheiten bei der Europäischen Kommission. Er wurde von Bundeskanzler Gerhard Schröder vorgeschlagen. Als Deutschland und Frankreich die Defizitgrenzen 2002 und 2003 überschritten hatten, leitete die EU-Kommission auf seine Initiative hin ein Defizitverfahren gegen Deutschland ein; Gerhard Schröder war verärgert. Der Konflikt mündete in einer Reform des Regelwerks, die Sommer 2005 in Kraft trat. Der „strategische Kopf“ hinter dieser Reform war Regling. Im Herbst 2005 bereinigten Regling und Währungskommissar Joaquín Almunia das Verhältnis zur deutschen Regierung: Noch vor Amtsantritt der neuen Bundesregierung wurden mit Angela Merkel und ihrem Finanzminister Peer Steinbrück Modalitäten vereinbart, die das Defizit wieder unter die Drei-Prozent-Grenze drücken sollten. 2008 schied Regling aus dem EU-Dienst aus, da er sich der üblichen Postenrotation nach spätestens sieben Jahren nicht unterordnen wollte.
Er ist seit 2001 Mitglied im Wirtschafts- und Finanzausschuss der Europäischen Union. Zudem ist er seitdem Stellvertretender Gouverneur für die EU bei der Europäischen Bank für Wiederaufbau (EBWE) und Vorstandsmitglied der Europäischen Investitionsbank (EIB).
Seit 2005 ist Regling Policy Fellow beim privaten IZA.
Er war Mitglied der Expertenkommission der Bundesregierung zur Reform der internationalen Finanzmärkte („Neue Finanzarchitektur“) unter dem Vorsitz von Otmar Issing. 2008 plädierte er für ein großes Konjunkturprogramm, „zum ersten Mal in meinem Berufsleben“.
2008/2009 war er Dozent an der 'Lee Kuan Yew School of Public Policy' an der National University of Singapore.
Von Neujahr bis Mitte Juni 2010 war Regling Direktor des Hedgefonds Winton Futures Fund Ltd. Derzeit ist er Vorsitzender von KR Economics, einer von ihm im September 2009 gegründeten Beratungsfirma in Brüssel. Er beriet unter anderem Singapur bei einem finanziellen Engagement im Euro-Raum.
Seit September 2010 bzw. September 2012 steht Regling den Euro-Rettungsschirmen vor. Entgegen seiner Einschätzung Ende September 2010, dass die damaligen Konsolidierungsmaßnahmen in Irland und Portugal sein „zentrales Szenario“ der Untätigkeit der EFSF bestätigen, hat Irland einen Antrag auf Nutzung des Schirms eingereicht.
Im Streit über EU-Anleihen Anfang 2011 stand er der Seite des Luxemburger Premiers Jean-Claude Juncker nahe.
In einem FAZ-Interview im Juni 2013 plädiert er dafür, die „Troika“ aus Internationalem Währungsfonds (IWF), Europäischer Zentralbank (EZB) und EU-Kommission in der Krisenhilfe für Not leidende Euro-Staaten auf lange Sicht abzuschaffen. Kurz- und mittelfristig solle der IWF an Bord bleiben, weil er die größte Erfahrung mit Hilfsprogrammen habe. Auf Dauer müssten die Euro-Staaten solche Programme selbst stemmen. Er kritisierte den IWF wegen dessen Einschätzung der bisherigen Griechenland-Hilfe scharf: „Der IWF macht den Stabilitätspakt lächerlich und erklärt sich selbst für die Schaffung von Wachstum zuständig. Damit baut er nicht nur einen falschen Gegensatz auf. Vor allem lässt er erkennen, dass er die Regeln unserer Währungsunion nicht versteht.“ ()

## Kritik
Lobbycontrol warf ihm vor, ein „knallharter Monetarist“ zu sein.
Es wurde ihm ferner vorgeworfen, dass er „verantwortlich im Finanzministerium [war], als von 1990 bis 1993 die Staatsverschuldung neue Rekorde erreichte“ und dass er „entscheidend an der Aufweichung des Pakts“ 2005 mitgewirkt hat.
Selbstkritisch erklärte er 2010, es sei „ein Fehler“ gewesen, „dass wir vor allem auf die Staatsfinanzen geschaut haben“, denn die EU-Kommission hätte neben der staatlichen auch die private Verschuldung überwachen müssen. Er steht damit dem französischen Vorschlag einer europäischen Wirtschaftsregierung nicht fern.

## Auszeichnungen
- Ehrendoktorwürde der Fakultät Wirtschaftswissenschaften der Universität Regensburg (2011)[17]
- Orden des Weißen Doppelkreuzes 2. Klasse der Slowakei (2014)[18]

## Schriften, Reden und Interviews (Auswahl)
- Der Moment für Solidarität in Europa ist jetzt (Gastbeitrag in der FAZ, FAZ.net vom 2. April 2020)
- interview for the Financial Times (transcript, 30. März 2020)
- Regling’s Take: Why we need to boost the euro’s international role (12. Februar 2020)